# Vila Império
Vila Império, oficialmente conhecido como Bairro Vila Império é um bairro urbanizado do município brasileiro de Governador Valadares, Minas Gerais, Brasil.    Este bairro está localizado na zona oeste de Governador Valadares, tendo a Avenida Pecuarista Carlos Machado Rangel e a Rua Crisolino Ferreira da Costa como principais vias do bairro e a Rua Joaquim Pereira Duarte como sua maior rua.  A Vila Império está localizada na chamada Região XVII, em Governador Valadares, compartilhada com um grande grupo de outros bairros da cidade.
O bairro, juntamente com uma pequena porção do bairro adjacente menor, Castanheiras, abriga o Parque Memorial Cemitério Jardim  na parte sul que é a principal atração do bairro.  Vila Império também abriga diversos comércios e faz divisa com o aeroporto do município, o Aeroporto Governador Valadares . 

## Geografia

### Fronteiras
O bairro Vila Império atualmente tem uma área total de 0,2 kilometros quadrados e faz divisa com outros bairros menores como o São Cristóvão que ocupa a maior parte de sua divisa leste e está perto das ruas Rua Joaquim Pereira Duarte, Rua B, Rua C e etc.  Porém depois da fronteira com o bairro São Cristóvão, o bairro tem sua divisa oeste com o bairro Castanheiras que atualmente tem a maior fronteira entre o Vila Império e outros bairros cercanos. Os dois bairros se interligam no Parque Memorial Jardim Cemitério compartilhado entre os dois.  Depois, o bairro faz fronteira ao norte com o bairro da Sagrada Família, que pode ser acessado ao Vila Império pela Rua Joaquim Pereira Duarte. 

### Estradas
A Vila Império é composta por 24 estradas  compartilhadas entre si e que podem ser acessadas via outros bairros e outras estradas que já estão localizadas dentro o cercanos ao bairro. Essas estradas são as que formam e criam a urbanização e geografia do bairro. Para ajudar, o acesso ao bairro pode ser feito pelas estradas: Rua Joaquim Pereira Duarte ao norte, Avenida Getúlio Vargas ao sudeste e Avenida Pecuarista Carlos Machado Rangel entre as partes oeste e leste do bairro. 

### Terreno
A Vila Império tem a única área verde do área cercana ao interior o centro do município de Governador Valadares. Esta área específica encontra-se no Parque Memorial Cemitério Jardim  compartilhado entre o Vila Império em si e o bairro Castanheiras. 

### Confusões da Rua Joaquim Pereira Duarte
Rua Joaquim Pereira Duarte  antes conhecida como Rua A  é a maior e mais populosa rua da Vila Império entre todas as 24 estradas do bairro. A estrada é composta por quatro lados não adjacentes e não conectados,   um fenômeno raro na geografia especialmente para estradas internacionais. 
O primeiro lado perto do bairro Castanheiras é mais urbanizado, pois abriga um grande condomínio que domina toda a parte. O outra parte perta do bairro São Cristóvão é ainda mais povoada e mais urbanizada.  As outras duas partes da estrada, no entanto, são pequenas, com cerca de uma a dez casas dentro delas.  

#### Parte urbanizada/fronteira
A área principal da Rua Joaquim Pereira Duarte é a parte  que tem fronteira com o bairro São Cristóvão. Esta parte da estrada é a seção principal usada para mostrar a estrada em mapas, como quando é acessada no Google Maps.  Este trecho abriga também cerca de 300 residências/casas, possuindo uma grande parte cultural com uma igreja  e diversos estabelecimentos comerciais e lojas   que contribuem para a urbanização e integração do bairro que hoje é o, Vila Império.

## Acontecimentos

### Incêndio na Rua D em 2020
No dia 14 de outubro de 2020, ocorreu um incêndio no subsolo de uma das casas da Rua D do proprio Vila Império. O Corpo de Bombeiros de Governador Valadares foi acionado para atender a ocorrência e informou que ninguém ficou ferido. O acontecimento foi oficialmente transmitido para todo o estado pela TV Globo Minas.  Mais tarde, testemunhas pertas do local também informaram à polícia que o incêndio foi iniciado pelo próprio dono da casa, o que foi investigado depois pela Polícia Civil. 

### Problemas elétricos de 2023
Entre os dias 4 e 5 de maio de 2023, o bairro vizinho à Vila Império, Castanheiras, sofreu com uma interrupção de energia elétrica dentro de uma de suas ruas, que se estendeu para alguns pontos Vila-Impérienses.  Esta interrupção foi posteriormente confirmada como tendo sido feita pelo um processo de reparo feito pela CEMIG, a empresa oficial de energia do estado de Minas Gerais e de Governador Valadares. 

### Problemas com a água em 2024
Em 14 de maio de 2024, foram registrados problemas de abastecimento de água em 11 bairros do município de Governador Valadares, incluindo a Vila Império.  Os problemas afetaram a comunidade por cerca de um dia, antes que os serviços de emergência fossem reunidos para retomar o controle das águas da cidade e acabar com o problema.  O problema em si ocorreu após o rompimento de uma tubulação de água no bairro São Paulo, afetando a distribuição de água de 25 bairros cercanos ao ponto inicial e pela cidade.  Após o rompimento a empresa responsável pelas águas da cidade, AEGEA,   respondeu aos pedidos de acabar com o problema enviando grupos de trabalhadores ao local onde ocorreu o rompimento d'água para consertar o problema em 1-2 dias.  

### 31 de maio de 2024 apagão
Em 31 de maio de 2024, uma queda de energia elétrica causada pela queda de um poste de energia durante um acidente de carro no bairro Castanheiras perto do Vila Império. O acontecimento afetou milhares de moradores da área entre Vila Império, Castanheiras e o bairro vizinho, São Cristóvão, levando a apagões de energia para os consumidores dos bairros afetados. Após a queda do poste, a energia do bairro só voltou cerca de dois dias depois, quando vários trabalhadores foram chamados até os locais afetados para consertar e reparar. Deixando os bairros com energia elétrica novamente.  

## Correios e códigos CEP
O bairro Vila Império está localizada em vários CEPs.   Os CEPs podem ser diferentes se a estrada for compartilhada entre dois bairros ou entrar no escopo de outro. Além disso, há apenas uma quantidade seletiva de agências de correio no município. O mais próximo do bairro é o "CEE Correios de Governador Valadares". 

### CEP para estradas que atualmente possuem códigos Vila Império
- Rua Joaquim Pereira Duarte/Rua A: 35050-560 [34]
- Rua B: 35050-790 [35]
- Rua C: 35050-580 [36]
- Rua D: 35050-590 [37]
- Rua Edgard Fernandes/Rua Dois: 35050-600 [38]
- Rua Professor Cid Pitanga: 35050-610 [39]

## Estradas no Vila Império
- Rua Joaquim Pereira Duarte (Antiga Rua A, maior rua do bairro; possui 4 partes) [40]
- Rua Edgard Fernandes [41]
- Rua Milwald Alves de Lima [42]
- Avenida Pecuarista Carlos Machado Rangel [43]
- Rua 7 [44]
- Rua Tenente Gil Pereira [45]
- Rua Oicilef Guerra [46]
- Rua Walter Vilela [47]
- Rua Sérgio Murta de Andrade [48]
- Rua Crisolino Ferreira da Costa [49]
- Rua Marcondes Tedesco [50]
- Rua Olane Tavares Pereira [51]
- Rua Dr. Ruy Debiase [52]
- Rua N [53]
- Rua Diácono Gilberto Metzker [54]
- Rua Paulo Sendas [55]
- Rua Paulo Fernandes Rocha [56]
- Rua José Ferreira de Almeida [57]
- Rua Waldeck Martins [58]
- Rua D
- Rua C [59]
- Rua B [60]
- Rua Professor Cid Pitanga [61]
- Avenida Getúlio Vargas [62]